# Chambre des députés (Tunisie)
Pour les autres articles nationaux ou selon les autres juridictions, voir Chambre des députés.
Assemblée nationale constituante de 1956 Assemblée nationale constituante de 2011
Palais du Bardo, Le Bardo, Tunis
La Chambre des députés (arabe : مجلس النواب) est la chambre basse du Parlement tunisien de la réforme constitutionnelle du 1er juin 2002, qui a créé une chambre haute, la Chambre des conseillers, à son remplacement par l'assemblée constituante puis par l'Assemblée des représentants du peuple.
Fondée en vertu de la Constitution du 1er juin 1959 sous l'appellation d'Assemblée nationale (مجلس الأمّة), elle est rebaptisée « Chambre des députés » par la loi constitutionnelle n°81-47 du 9 juin 1981.
Elle est dissoute en vertu du décret-loi du 23 mars 2011 portant organisation provisoire des pouvoirs publics puis supprimée par l'article 50 de la Constitution du 10 février 2014.

## Histoire
Fondée en vertu de la Constitution du 1er juin 1959 sous l'appellation d'« Assemblée nationale », elle est rebaptisée « Chambre des députés » par la loi constitutionnelle n°81-47 du 9 juin 1981.
Les 214 députés sont élus tous les cinq ans au suffrage universel direct. 161 sièges sont désignés au système majoritaire. Dans chacune des 26 circonscriptions, les électeurs choisissent une liste de candidats, sans pouvoir la modifier, et tous les sièges de la circonscription vont à la liste gagnante.
En 1993, 19 sièges sont alloués proportionnellement aux partis de l'opposition lorsque le nombre total de députés passe de 141 à 163. Depuis les élections du 20 mars 1994, ils bénéficient d'un seuil minimum garanti afin d'éviter officiellement la monopolisation de la chambre par le parti au pouvoir. Toutefois, le Rassemblement constitutionnel démocratique, héritier de l'ex-parti unique Néo-Destour, remporte encore aujourd'hui près de 90 % des suffrages à toutes les élections législatives (87,59 % des voix aux élections du 24 octobre 2004). Par la suite, le gouvernement leur attribue un quota de 20 % des sièges, soit 34 sièges sur 182 en 1999, 37 sièges sur 189 en 2004 et 53 sur 214 en 2009, soit un quota de 25 %.
La chambre compte 43 femmes en 2004, soit 22,75 % des députés. Elle est présidée à partir du 14 octobre 1997 par Fouad Mebazaa qui a été réélu à chaque session annuelle. Conformément à la Constitution de 1959, ce dernier a assumé la présidence de la République par intérim à la suite de la vacance engendrée par la fuite du président Zine el-Abidine Ben Ali durant la révolution de 2011, laissant la présidence de la chambre au premier vice-président Sahbi Karoui.
La chambre est dissoute en vertu du décret-loi du 23 mars 2011 portant organisation provisoire des pouvoirs publics. L'article 50 de la Constitution du 10 février 2014 marque son remplacement par l'Assemblée des représentants du peuple.

## Élections

### 2 novembre 1969
Le seul parti autorisé, le Parti socialiste destourien présente une seule liste d'union nationale dans les 35 circonscriptions pour renouveler les 101 sièges de l'assemblée. Le vote a lieu au scrutin de liste majoritaire avec panachage (possibilité de rayer des noms de candidats). La participation s'élève à 94,7 % et permet l'élection de 98 hommes et trois femmes.

### 3 novembre 1974
Le seul parti autorisé, le Parti socialiste destourien présente des listes dans les 22 circonscriptions pour renouveler les 112 sièges de l'assemblée. Le vote a lieu au scrutin de liste majoritaire avec panachage (possibilité de rayer des noms de candidats). La participation s'élève à 96,8 % et permet l'élection de 109 hommes et trois femmes.

### 4 novembre 1979
La plus importante des innovations est l'élargissement des listes de candidats : celles-ci doivent inclure un nombre de candidats égal au double du nombre des sièges à pourvoir dans les 22 circonscriptions. Après quelques hésitations, les courants d'opposition décident de ne pas participer aux élections et le Parti socialiste destourien est seul à présenter des candidats pour renouveler les 121 sièges de l'assemblée. Le vote a lieu au scrutin de liste majoritaire avec panachage (possibilité de rayer des noms de candidats). La participation s'élève à 81,4 % et permet l'élection de 119 hommes et deux femmes.

### 1ernovembre 1981
Le renouvellement des 136 membres de l'assemblée a lieu à la suite de la dissolution anticipée de celle-ci. Il s'agit alors des premières élections organisées avec la participation de plusieurs partis depuis l'indépendance. Les principaux partis présentant un total de 366 candidats sont le Front national (composé du Parti socialiste destourien et de l'Union générale tunisienne du travail), le Mouvement des démocrates socialistes (MDS), le Parti de l'unité populaire (PUP) et le Parti communiste tunisien (PCT). Le vote a lieu au scrutin de liste majoritaire avec panachage (possibilité de rayer des noms de candidats). La participation s'élève à 84,5 % et le Front national (94,78 % des suffrages) remporte les 136 sièges à pourvoir dans les 21 circonscriptions alors que le MDS remporte 3,28 %, le PUP 0,81 % et le PCT 0,78 %. 129 hommes et sept femmes sont élus.

### 2 novembre 1986
L'Union nationale présente des candidats dans les 23 circonscriptions sur des listes comprenant des membres du Parti socialiste destourien et des représentants de quatre organisations nationales (Union générale tunisienne du travail, Union tunisienne de l'industrie, du commerce et de l'artisanat, Union tunisienne de l'agriculture et de la pêche et Union nationale de la femme tunisienne). Tous les partis de l'opposition boycottent les élections dont ils contestent la régularité. 15 candidats indépendants sont inscrits sur deux listes différentes mais se retirent la veille du scrutin. Le vote a lieu au scrutin de liste majoritaire avec panachage (possibilité de rayer des noms de candidats). La participation s'élève à 82 % et l'Union nationale remporte les 125 sièges à pourvoir. 118 hommes et sept femmes sont élus.

### 2 avril 1989
Le renouvellement des 141 membres de l'assemblée a lieu à la suite de la dissolution anticipée de celle-ci. En novembre 1988, six partis de l'opposition signent un pacte sur le pluralisme. En conséquence, près de 350 candidats de ces partis affrontent les 141 candidats du Rassemblement constitutionnel démocratique (ancien Parti socialiste destourien). La participation s'élève à 76,46 % et le parti au pouvoir remporte tous les sièges malgré une forte poussée des candidats indépendants liés aux islamistes. 135 hommes et six femmes sont élus.

### 20 mars 1994
À la suite de l'entrée en vigueur de la nouvelle loi électorale, six partis de l'opposition sont en lice contre le Rassemblement constitutionnel démocratique (RCD). Le parti islamiste Ennahdha n'est toutefois pas autorisé à présenter des candidats. Au total, quelque 630 candidats briguent les 163 sièges dont 60 % de leurs occupants ne se représentant pas. La participation s'élève à 95,47 % et le RCD remporte 97,73 % des suffrages et la totalité des 144 sièges des circonscriptions. 19 sièges supplémentaires sont attribués aux partis de l'opposition : dix pour le Mouvement des démocrates socialistes, quatre pour le mouvement Ettajdid, trois pour l'Union démocratique unioniste et deux pour le Parti de l'unité populaire. 152 hommes et onze femmes sont élus.

### 24 octobre 1999
Les principaux changements portent sur le total de députés (passant à 182) ainsi que le nombre des sièges réservés aux listes qui n'obtiennent pas la majorité requise (passant à 34). La participation s'élève à 92 % et le Rassemblement constitutionnel démocratique remporte la totalité des 148 sièges des circonscriptions. 34 sièges supplémentaires sont attribués aux partis de l'opposition : treize pour le Mouvement des démocrates socialistes, sept pour le Parti de l'unité populaire, sept pour l'Union démocratique unioniste, cinq pour le mouvement Ettajdid et deux pour le Parti social-libéral. 161 hommes et 21 femmes sont élus.

### 24 octobre 2004
Quelque sept partis présentent presque 300 candidats pour briguer les 189 sièges de l'assemblée. Le Parti démocrate progressiste, en lice dans 16 circonscriptions sur un total de 25, finit par se retirer en invoquant la censure dont ferait l'objet le parti après le refus par les autorités d'autoriser son manifeste électoral jugé non conforme aux dispositions du Code électoral. La participation s'élève à 91,45 % et le Rassemblement constitutionnel démocratique remporte 87,59 % des suffrages et la totalité des 152 sièges des circonscriptions. 37 sièges supplémentaires sont attribués aux partis de l'opposition : quatorze pour le Mouvement des démocrates socialistes, onze pour le Parti de l'unité populaire, sept pour l'Union démocratique unioniste, trois pour le mouvement Ettajdid et deux pour le Parti social-libéral. 146 hommes et 43 femmes sont élus.

### 25 octobre 2009
Le 25 octobre 2009, les résultats des élections législatives sont annoncés. Lors de la dernière séance, à la suite de la révolution de 2011, les députés se réunissent sans la présence des membres du Rassemblement constitutionnel démocratique et votent une loi autorisant le président de la République par intérim, Fouad Mebazaa, à gouverner par décrets-lois, entraînant la suspension puis la dissolution de la chambre.

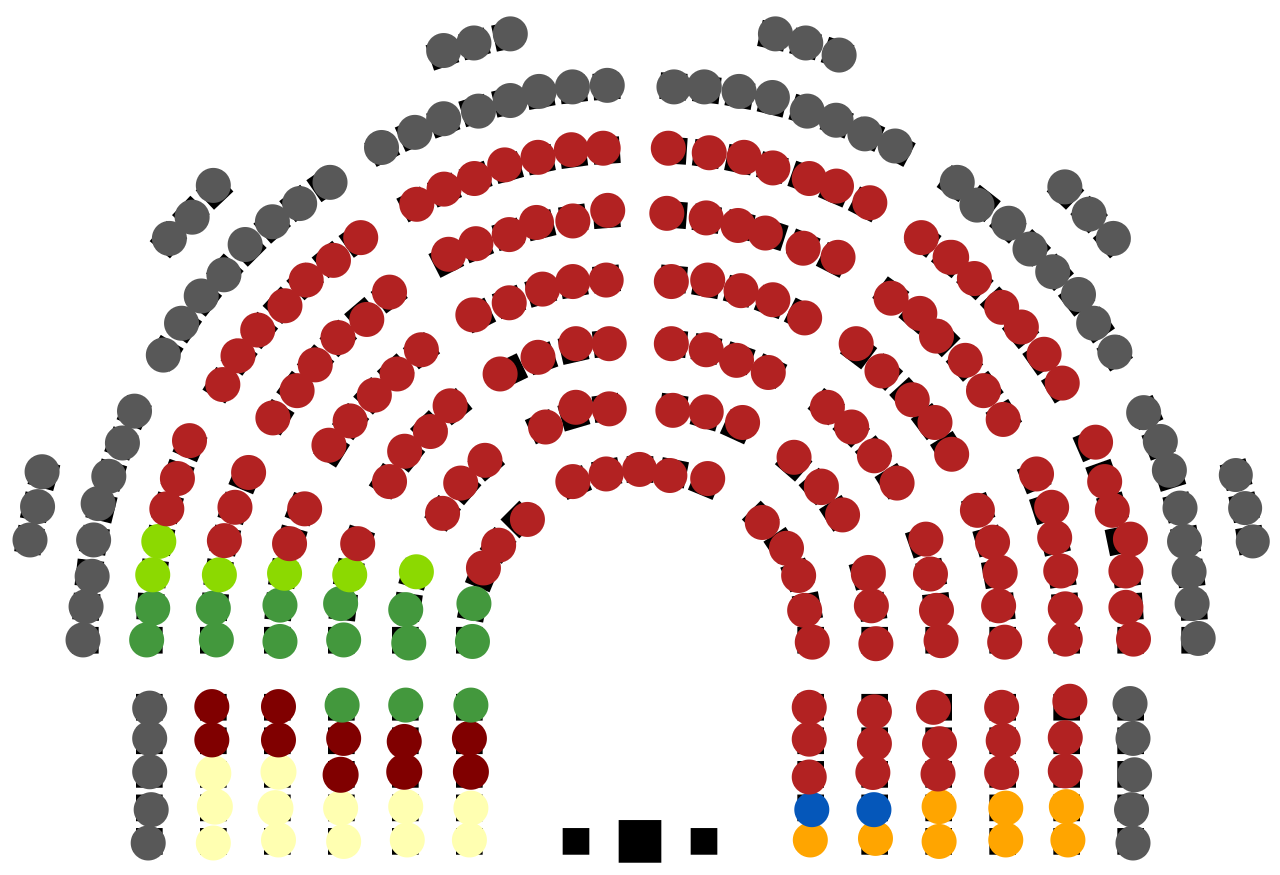
Non attribués : 75
RCD : 161
MDS : 16
PUP : 12
UDU : 9
PSL : 6
PVP : 6
Ettajdid : 2

L'hémicycle possède 289 sièges.
| Parti politique                                    | %       | Sièges | +/- |
| -------------------------------------------------- | ------- | ------ | --- |
| Rassemblement constitutionnel démocratique (RCD)   | 84,59 % | 161    | + 9 |
| Mouvement des démocrates socialistes (MDS)         | 4,63 %  | 16     | + 2 |
| Parti de l'unité populaire (PUP)                   | 3,39 %  | 12     | + 1 |
| Union démocratique unioniste (UDU)                 | 2,56 %  | 9      | + 2 |
| Parti social-libéral (PSL)                         | 2,24 %  | 8      | + 6 |
| Parti des verts pour le progrès (PVP)              | 1,67 %  | 6      | + 6 |
| Mouvement Ettajdid                                 | 0,50 %  | 2      | - 1 |
| Forum démocratique pour le travail et les libertés | 0,12 %  | 0      | -   |
| Parti démocrate progressiste                       | 0,03 %  | 0      | -   |
| Sources : Élections 2009                           |         |        |     |

## Bureau
- Président : Fouad Mebazaa (élu le 14 octobre 1997) ;
- Premier vice-président : Sahbi Karoui (élu le 10 novembre 2009), président par intérim lors de la séance du 4 février 2011 ;
- Deuxième vice-présidente : Habiba Mosaabi.